# 青い蝶
「青い蝶」（あおいちょう）は、秦基博の3枚目のシングル。2007年9月12日に発売された。

## 解説
- 作詞作曲は秦基博。編曲は島田昌典（#1）、秦基博（#2,3,4）。
- 本作で初めて音楽プロデュースに島田昌典を迎えて制作された。
- 9月26日に発売のアルバム『コントラスト』の先行シングル。
- 特定の店舗を対象に予約受注分限定特典として『コントラスト』の未使用写真エクスクルージヴジャケット付属。
- 初回限定盤には、『Augusta Camp 2007』より、秦のパフォーマンスを収録したDVD付。

## 収録曲
1. 青い蝶
2. ミルクティー（Live at The Room）
  - UAの楽曲のカバー。
3. やわらかな午後に遅い朝食を（Live at The Room）
  - 1stシングル「シンクロ」収録曲のスタジオライブバージョン。
4. dot（Live at The Room）
  - ミニアルバム『僕らをつなぐもの』収録曲のスタジオライブバージョン。
5. 青い蝶（backing track）

## 初回特典DVD収録内容
- 『秦基博 in Augusta Camp 2007』

1. 僕らをつなぐもの
2. シンクロ
3. 青い蝶
4. 鱗